# تاینر (کنتاکی)
تاینر، کنتاکی (به انگلیسی: Tyner, Kentucky) یک منطقهٔ مسکونی در ایالات متحده آمریکا است که در شهرستان جکسون واقع شده‌است.

## خصوصیات
تاینر ۳۶۰٫۸۹ متر بالاتر از سطح دریا واقع شده‌است.